# Chad McQueen

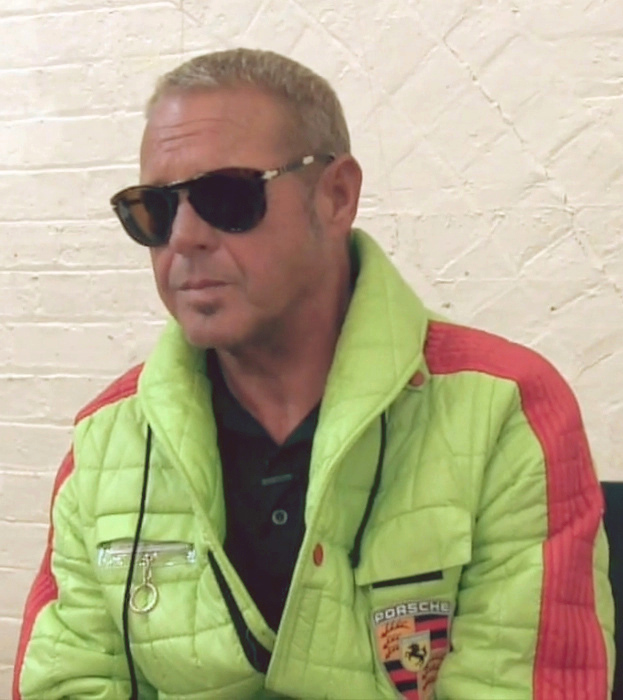
Chad McQueen (2016)

Chadwick Steven „Chad“ McQueen (* 28. Dezember 1960 in Los Angeles, Kalifornien; † 11. September 2024 in Palm Springs, Kalifornien) war ein US-amerikanischer Schauspieler. Er war der Sohn des Schauspielerehepaares Steve McQueen und Neile Adams.

## Leben
McQueen spielte von den 1980er-Jahren bis zum Jahr 2001 in rund zwei Dutzend Film- und Fernsehproduktionen mit. Er arbeitete dabei mehrfach mit dem Schauspieler Michael Madsen zusammen, so z. B. bei Red Line (1995), Fear (1997), Surface to Air (1997) und Fall (2001). Seine bekannteste Rolle des Dutch übernahm er 1984 in Karate Kid, die er auch in der ersten Fortsetzung verkörperte. Ab 1995 war er auch als Filmproduzent tätig.
McQueen war außerdem als Rennfahrer aktiv. Nach einem Unfall im Jahr 2006 auf dem Daytona International Speedway, bei dem er verletzt wurde, beendete er seine Karriere, blieb aber dem Motorsport geschäftlich verbunden.
Von 1987 bis 1989 war er mit der Schauspielerin Stacey Toten (* 1963) verheiratet, mit der er den Sohn Steven R. McQueen bekam. Ab Dezember 1993 war er mit Jeanie Galbraith liiert, mit der er zwei gemeinsame Kinder bekam. Chad McQueen starb im September 2024 in Palm Springs im Alter von 63 Jahren.

## Filmografie (Auswahl)
- 1984: Karate Kid
- 1985: Jackpot
- 1986: Karate Kid II – Entscheidung in Okinawa (The Karate Kid, Part II)
- 1987: Nightforce – Schreckenskommando (Nightforce)
- 1987: Hadleys letzter Kampf (Hadley’s Rebellion)
- 1991: Martial Law
- 1992: Where the Red Fern Grows: Part 2
- 1992: Death Survival – Menschenjagd (Death Ring)
- 1993: Nyū Yōku no koppu
- 1993: Firepower (Fire Force)
- 1994: Bullet II
- 1994: Sexual Malice
- 1994: Notfall in den Rocky Mountains (Search and Rescue)
- 1994: Jimmy Hollywood
- 1994: Geißel der Lust (Surface to Air)
- 1994: Rebecca M. – Intrigen der Lust (Indecent Behavior II)
- 1995: Gieriges Verlangen (Number One Fan)
- 1995: Red Line
- 1996: Squanderers
- 1998: Fear – Im Angesicht der Angst (Papertrail)
- 1998: Surface to Air
- 2001: Fall